# Haurida församling
Haurida församling var en församling i Linköpings stift inom Svenska kyrkan, Aneby kommun. Församlingen uppgick 1 januari 2006 i Haurida-Vireda församling.
Församlingskyrka var Haurida kyrka.

## Administrativ historik
Församlingen har medeltida ursprung
Församlingen var till 1962 annexförsamling i pastoratet Vireda och Haurida. Från 1962 till 1998 annexförsamling i pastoratet Lommaryd, Vireda och Haurida. Från 1998 annexförsamling i pastoratet Bredestad, Askeryd, Marbäck, Bälaryd, Frinnaryd, Lommaryd, Vireda och Haurida. 1 januari 2006 uppgick församlingen i Haurida-Vireda församling.
Församlingskod var 060407.

## Komministrar
Lista över komministrar i Haurida församling.
| Verksam   | Namn                         | Levnadstid | Övrigt                                     |
| --------- | ---------------------------- | ---------- | ------------------------------------------ |
| 1594—1604 | Ragvaldus Nicolai            | –1609      | Senare kyrkoherde i Vireda församling.     |
| 1604–1613 | Jonas Olavi Korp             | –1652      | Senare kyrkoherde i Vireda församling.     |
| 1628–1653 | Olaus Jonæ Korp              | 1605–1666  | Senare kyrkoherde i Vireda församling.     |
| 1654–1667 | Haraldus Palm                | 1628–1688  | Senare kyrkoherde i Vireda församling.     |
| 1667–1684 | Matthias Birgeri             | –1684      |                                            |
| 1685–1715 | Daniel Johannis Schenberg    | –1715      |                                            |
| 1715–1741 | Alexander Alexandri Asping   | –1741      | Senare kyrkoherde i Vireda församling.     |
| 1741–1752 | Nicolaus Regnelius (Regnell) | 1713–1788  | Senare kyrkoherde i Vireda församling.     |
| 1754–1756 | Petrus Erici Isberg          | 1720–1756  |                                            |
| 1757–1771 | Jonas Lindblad               | 1723–1771  |                                            |
| 1772–1795 | Gunnar Hagman                | 1732–1795  |                                            |
| 1797–1808 | Laurentius Ljungberg         | 1749–1808  |                                            |
|           | Petrus Hylin                 |            | Senare kyrkoherde i Horns församling.      |
| 1814–1833 | Johannes Andreas Qvillén     | 1779–1833  |                                            |
| 1833–1836 | Anders Petersson             | 1790–1836  |                                            |
|           | Anders Peter Ekborn          |            | Senare kyrkoherde i Lönneberga församling. |
| 1844–     | Johan Gabriel Enroth         | 1802–      |                                            |

## Klockare, kantor och organister
| Ämbetstid | Namn                   | Levnadstid | Övrigt                |
| --------- | ---------------------- | ---------- | --------------------- |
| 1734–1744 | Lars                   |            | Klockare              |
| 1754–1778 | Jacob Börjesson        |            | Klockare              |
| 1778–1781 | Anders Dahlström       | 1735–1781  | Organist och klockare |
| 1783–1786 | Lars Svahn             |            | Organist och klockare |
| 1801–1844 | Johan Söderström       | 1785–1844  | Organist och klockare |
| 1846–1884 | Carl Johan Weber       | 1813–      | Organist och klockare |
| 1884–1894 | Nils Frithiof Svensson | 1836–      | Organist och klockare |